# 旭大星託也
旭大星 託也（きょくたいせい たくや、1989年10月18日 - ）は、北海道旭川市出身で、大島部屋（一時友綱部屋）に所属した元大相撲力士。本名は大串 拓也（おおぐし たくや）。身長185.0cm、体重148.9kg、血液型はB型。最高位は西前頭8枚目（2018年7月場所）。好物は牛丼。

## 来歴
幼少期は父親から空手の指導を受けていたが、小学校2年次に地元のスポーツ少年団で柔道を始める。2002年に旭川市立啓北中学校へ進学したが、柔道部が無かったため野球部に所属し、柔道は引き続き地元の道場で指南を受けた。2年生の頃に地元を合宿のため訪れていた大島部屋からスカウトを受けたが、この時は入門を断っている。そのまま柔道の特待生として旭川大学高等学校へ進学し、柔道部のエースとして活躍。複数の大学から推薦入学の誘いを受けたが、勉強をしたくないという理由で進学には乗り気でなかった。そのような状況で、高校3年生の夏に再び大島親方（元大関・旭國）がやってきて、スカウトを受けた。相変わらず相撲に興味は持っていなかったが、裸一貫から勝負できることに魅力を感じたため、相撲への転向を決意し、大島部屋への入門が決まった。上京直前には父親から「もう帰ってくる場所がないから覚悟しろ」と厳しい言葉で送り出された。
地元の友人・知人・親戚らに盛大に見送られて上京し、高校卒業を間近に控えた2008年1月場所で初土俵を踏み、翌3月場所からは四股名を「旭川の大きな星になれ」や中2の時に他界した母親が「星になって空から見守ってほしい」という意味が込められた旭大星に改名。入門同期生には誉富士、明瀬山、慶天海らがいる。入門から半年の間になかなか体重が増えなかったことや部屋の厳しい稽古や生活、成績が一進一退続きであったことに耐えかねて部屋から逃亡したこともある
が、体が大きくなるにつれて番付も上昇し、2010年9月場所では初めて幕下に昇進。2012年1月場所以降は幕下の地位に定着した。同年4月に、師匠の停年（定年）退職に伴って大島部屋が消滅したため、友綱部屋に移籍。自身と同じく現役時代は軽量だった入門時の師匠・旭國の相撲をDVDで研究し、稽古相手も増えた新しい環境で、2014年に入ってからは体重も大幅に増加。5月場所後の番付編成会議で新十両昇進が決定した。北海道出身力士の新十両昇進は2001年11月場所の若天狼以来。北海道出身十両の復活は、前述の若天狼が引退した2011年5月技量審査場所以来である。
7月場所初日の十両土俵入りでは所作を間違えるハプニングが発生。この場所は千秋楽に勝ち越しを懸けるも惜しくも7勝8敗の負け越し。翌9月場所は9日目からの5連敗が響いて5勝10敗と負け越し、新十両から2場所で幕下の地位に戻ることとなった。東幕下5枚目の地位を与えられた11月場所も7番相撲で3勝4敗と負け越し、半枚下の西幕下5枚目の地位で4勝3敗の成績を残した舛ノ山に場所後の再十両を譲る格好となった。
ところが、その後は4場所連続で勝ち越し、2015年9月場所で6場所振りに十両に復帰した。その場所は9勝6敗と勝ち越している。2016年11月場所直前の11月7日に行われた宮城野部屋での出稽古では、幕内力士との稽古で土俵際で逆転するキレ味鋭い動きで状態の良さを感じさせ、自身初の十両での2場所連続勝ち越しに意欲を見せた。11月場所7日目まで2勝5敗と前半大きく出遅れたが、残りを全勝して10勝5敗と自身初の2けた白星を挙げた。2017年9月場所は、9日目に東京都出身の家事手伝いの女性と婚姻届を提出するも、この場所は6勝9敗の負け越し。夫人とは2012年の知人の紹介で出会い、2017年7月場所の千秋楽にプロポーズをして、夫人が承諾したという。旭大星は「とても料理が上手で、ちょっと天然ボケなところが好きです。一目ぼれしました。子どもは二人くらい欲しい」というと、夫人は「いちばん好きなのは優しいところ。相撲を取っている時はかっこよくてどきどきします」と話した。10月5日に行われた秋巡業八千代場所では申し合いを9番行った。11月場所は序盤の6連勝などもあって9勝6敗。翌2018年1月場所は西十両筆頭と新入幕を目前とする番付となった。この場所は序盤から白星を先行させ、13日目に勝ち越しを決めたが、そこから星を上積みできず8勝7敗に終わった。この場所では幕内から十両に落ちる力士が3人しかいなかったこともあり、翌場所は東十両筆頭に半枚移動しただけとなった。その3月場所も8勝7敗と勝ち越し、5月場所で新入幕となった。北海道出身者の新入幕は1992年1月場所の立洸以来約26年ぶり、北海道出身者が幕内の番付に在位するのは1998年5月場所の北勝鬨以来20年ぶりのこととなった。
新入幕の5月場所は11日目に勝ち越しを決め、最終的に10勝5敗と二桁の白星で、敢闘賞を受賞した。千秋楽の千代丸に勝てば三賞をもらえる事は取組前に知ったが、「負けても9番だから」と硬くならずに臨めたという。7月場所は西前頭8枚目に番付を上げて臨んだが、初日からの5連敗が響いて6勝9敗と負け越した。2021年11月場所は西十両9枚目で2勝13敗の大敗を喫し、32場所連続で守り抜いた関取の地位を失うことが決定的となった。2022年1月場所は西幕下5枚目の地位で途中休場。場所後の2月1日付で友綱部屋を改称する形で大島部屋が再興されたため、自身も約10年ぶりに大島部屋所属に戻った。その後も連続で休場が続き、2022年11月場所は序ノ口に陥落。幕内経験者の序ノ口陥落は琉鵬、舛ノ山、鏡桜に続いて史上4人目の記録となった。同場所で土俵復帰すると、6番相撲で優勝した尊富士弥輝也に敗れるも6勝1敗で終え1場所で序二段復帰。場所後本人は「関取に戻るか引退するまで、北海道には帰れない」と覚悟をにじませた。翌2023年1月場所は1番相撲で敗れたもののその後6連勝で6勝1敗、1場所で三段目に昇進すると、3月場所も2番相撲で敗れたものの3場所連続6勝1敗で、東三段目3枚目で迎えた5月場所では7番相撲に勝ち4勝3敗、7月場所で8場所ぶりに幕下に復帰した。11月場所は3勝4敗で怪我から復帰後初めて負け越した。
2025年1月場所直前の2024年12月25日、日本相撲協会に引退届を提出し、受理された。引退後は知人がオーナーの油そば店で勤務し、ゆくゆくは独立して経営するつもりだという。引退会見では、怪我は改善されたがその状況でも勝てなくなり関取復帰の見込みが無くなったことを引退の理由に挙げており、師匠の大島親方は「ここまで来るとは思わなかった。体もそうですし、相撲経験もない。すぐ辞めるだろうなと。それが体が大きくなって番付も上がっていった。幕内に上がった時はすごいと思いましたよ」と労った。

## 取り口
右前ミツからの攻め、突き押し、引き技が得意技。相手が安易に真っ直ぐ引いたところを手を伸ばして追尾してそのまま押し切るのが旭大星の勝ちパターン。一方、それほど大柄ではないので負ける時は押し出しで負けることが多く、突き押し力士は苦手な方。また、体重が140kg台に乗った2018年頃からそれほど動きが早い訳ではなくなったため、その影響で石浦などの軽量の力士には動き負けることもあった。
2019年頃になると稽古不足なのか体の張りに欠けるようになり、同年5月場所9日目の隆の勝戦のように立合いで先んじても挽回されてそのまま押し負ける相撲も目立つようになった。

柔道の経験もあって、取的時代はちょん掛け・蹴手繰りで白星を多く挙げていたが、関取になって以降は技が拡張し、下手を用いた技による白星は少なくなった。

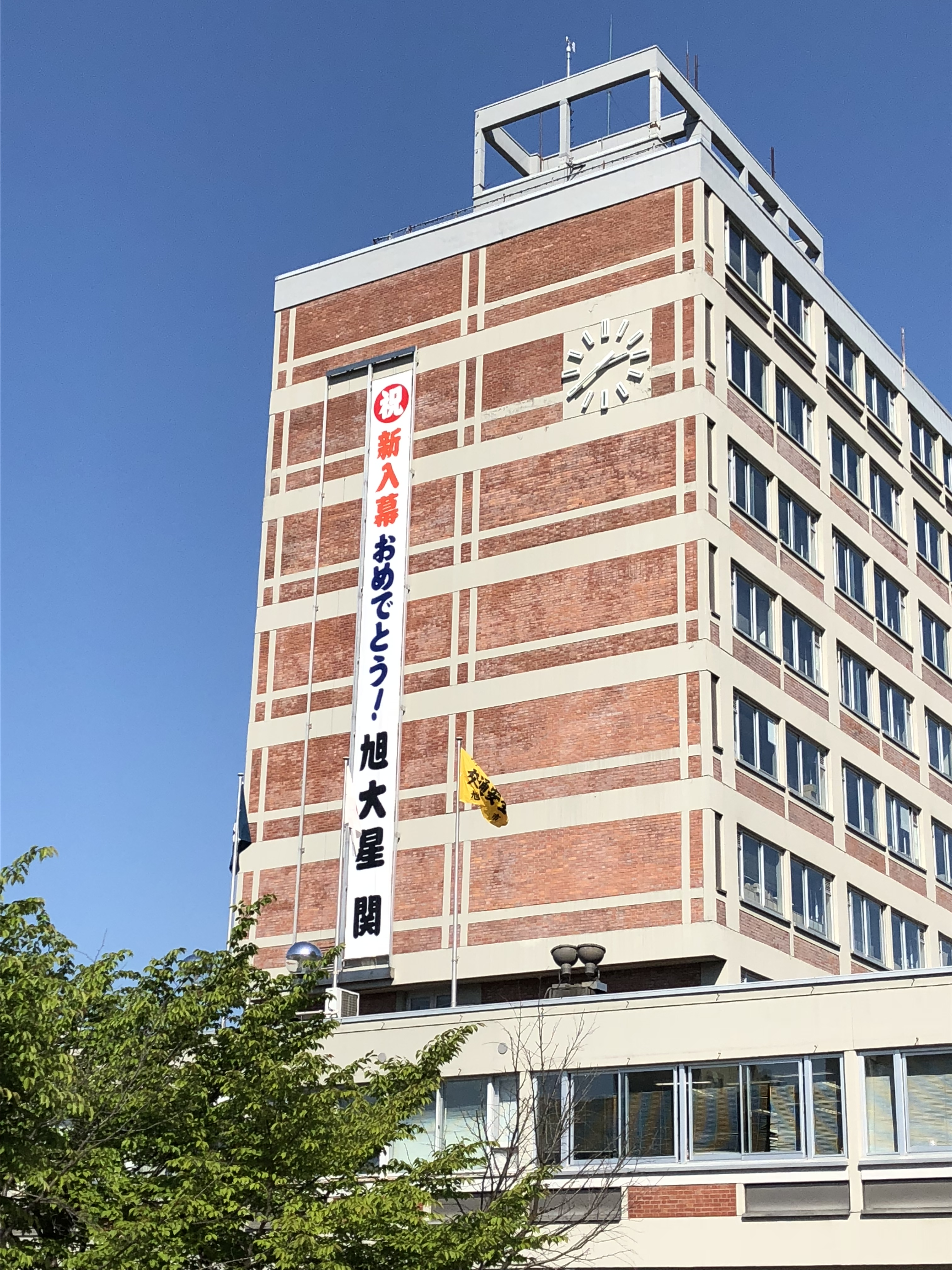
旭大星の新入幕を祝う垂れ幕が下げられた旭川市役所。

## 人物
- 6人きょうだいの上から2番目（姉1人、妹3人、入門後に生まれた異母弟1人）。生母とは中学2年の時に死別した。3歳年下の妹も高校時代は柔道部に所属していた[17]。
- 入門前後の様子はNHKとフランス人女性映画監督ジル・クロンによってドキュメンタリー映画化されている[18]。
- 趣味はトレーニング。漫画やゲームの類には興味を持っていない[19]。
- 入門当初は完全に小食であり、米が好きであると言いつつも丼1杯で満腹になってしまうためなかなか体重が増えなかった。2013年頃からは小食が改善され、友綱部屋に移籍してから関取に昇進するまでの間に25kgの増量を果たした[20]。
- 2016年9月場所、14日目まで勝ち越しを掴めずにいたことに関して、新十両昇進の際から使う浴衣の帯に描かれた北斗七星を指して「星が7つだから縁起が悪いのかな」とこぼした。しかし千秋楽に勝ちこして縁起の悪さを吹き飛ばした[21]。
- 巡業で子供と相撲を取る時には、他の関取が子供に負けてあげるのに対して、ほとんどの場合勝って実力を見せつける。これに対して本人は「自分は、子どもに稽古をつけるときはいつもそうです。か弱い小さい子にしか負けない。『プロは強いんだぞ』というのを教えてあげたいから。嫌われちゃうかな」[22]と述べている。
- 2018年夏巡業中、日刊スポーツの絵日記企画で、海水浴場の絵を描いた。留萌の海で家族と共に釣りやバーベキューを楽しんだ思い出は、中学在学中に母を喪った旭大星にとっては特別な思い出。同時点でも釣りを趣味としているのは、留萌の海で旨い魚をたくさん釣った経験による[23]。
- 元大関・旭国の2代大島の下に入門した力士としては最も遅くまで現役を続け、17年間の現役生活で3人の師匠（2代大島に4年間・10代友綱に5年間・11代友綱こと6代大島に8年間）に師事した。

## 主な成績

### 通算成績
- 通算成績：483勝434敗80休（100場所）
- 幕内成績：19勝23敗18休（4場所）

### 三賞・金星
- 三賞：1回
  - 敢闘賞：1回（2018年5月場所）
- 金星：なし

### 場所別成績
| | 一月場所 初場所（東京） | 三月場所 春場所（大阪） | 五月場所 夏場所（東京）  | 七月場所 名古屋場所（愛知） | 九月場所 秋場所（東京）   | 十一月場所 九州場所（福岡） |
| --- | ----------------------- | ----------------------- | ------------------------ | --------------------------- | ------------------------- | --------------------------- |
| 2008年 （平成20年） | （前相撲）              | 東序ノ口28枚目 6–1      | 東序二段61枚目 5–2       | 東序二段22枚目 2–5          | 東序二段57枚目 4–3        | 西序二段29枚目 3–4          |
| 2009年 （平成21年） | 東序二段54枚目 3–4      | 東序二段78枚目 4–3      | 西序二段51枚目 5–2       | 西序二段7枚目 5–2           | 東三段目78枚目 3–4        | 東三段目92枚目 4–3          |
| 2010年 （平成22年） | 西三段目74枚目 5–2      | 西三段目42枚目 3–4      | 西三段目57枚目 4–3       | 東三段目43枚目 6–1          | 西幕下54枚目 1–6          | 東三段目24枚目 3–4          |
| 2011年 （平成23年） | 西三段目41枚目 4–3      | 八百長問題 により中止   | 西三段目27枚目 5–2       | 西幕下55枚目 2–5            | 西三段目17枚目 4–3        | 西三段目4枚目 5–2           |
| 2012年 （平成24年） | 東幕下51枚目 4–3        | 東幕下44枚目 4–3        | 西幕下36枚目 3–4         | 東幕下48枚目 4–3            | 西幕下40枚目 4–3          | 東幕下32枚目 3–4            |
| 2013年 （平成25年） | 東幕下39枚目 5–2        | 西幕下23枚目 4–3        | 東幕下15枚目 3–4         | 東幕下24枚目 6–1            | 西幕下11枚目 3–4          | 西幕下16枚目 3–4            |
| 2014年 （平成26年） | 東幕下23枚目 5–1        | 東幕下11枚目 6–1        | 西幕下3枚目 5–2          | 西十両13枚目 7–8            | 東十両14枚目 5–10         | 東幕下5枚目 3–4             |
| 2015年 （平成27年） | 東幕下10枚目 4–3        | 東幕下7枚目 4–3         | 東幕下6枚目 5–2          | 東幕下4枚目 5–2             | 東十両13枚目 9–6          | 西十両7枚目 6–9             |
| 2016年 （平成28年） | 西十両9枚目 5–10        | 西十両14枚目 6–9        | 西幕下2枚目 5–2          | 東十両13枚目 7–8            | 東十両13枚目 8–7          | 東十両11枚目 10–5           |
| 2017年 （平成29年） | 東十両7枚目 8–7         | 西十両6枚目 9–6         | 西十両3枚目 6–9          | 東十両6枚目 8–7             | 東十両4枚目 6–9           | 東十両6枚目 9–6             |
| 2018年 （平成30年） | 西十両筆頭 8–7          | 東十両筆頭 8–7          | 西前頭15枚目 10–5 敢     | 西前頭8枚目 6–9             | 西前頭11枚目 1–6–8        | 東十両7枚目 7–8             |
| 2019年 （平成31年 /令和元年） | 東十両9枚目 7–8         | 東十両9枚目 8–7         | 東十両8枚目 6–9          | 東十両11枚目 8–7            | 西十両9枚目 9–6           | 東十両7枚目 7–8             |
| 2020年 （令和2年） | 東十両8枚目 7–8         | 東十両8枚目 8–7         | 感染症拡大 により中止    | 東十両5枚目 10–5            | 東前頭16枚目 2–3–10       | 東十両8枚目 8–7             |
| 2021年 （令和3年） | 東十両7枚目 休場 0–0–15 | 東十両8枚目 7–8         | 西十両8枚目 9–6          | 東十両2枚目 7–7–1           | 西十両2枚目 2–4–9         | 西十両9枚目 2–13            |
| 2022年 （令和4年） | 西幕下5枚目 0–3–4       | 西幕下38枚目 1–1–5      | 東三段目6枚目 休場 0–0–7 | 西三段目66枚目 休場 0–0–7   | 東序二段37枚目 休場 0–0–7 | 西序ノ口5枚目 6–1           |
| 2023年 （令和5年） | 東序二段28枚目 6–1      | 西三段目55枚目 6–1      | 東三段目3枚目 4–3        | 東幕下53枚目 4–3            | 西幕下44枚目 4–3          | 西幕下35枚目 3–4            |
| 2024年 （令和6年） | 西幕下45枚目 3–4        | 西幕下55枚目 6–1        | 東幕下25枚目 4–3         | 東幕下19枚目 3–4            | 東幕下26枚目 2–5          | 東幕下40枚目 休場 0–0–7     |
| 2025年 （令和7年） | 西三段目20枚目 引退 –   | x                       | x                        | x                           | x                         | x                           |
| 各欄の数字は、「勝ち-負け-休場」を示す。 優勝 引退 休場 十両 幕下 三賞：敢=敢闘賞、殊=殊勲賞、技=技能賞 その他：★=金星 番付階級：幕内 - 十両 - 幕下 - 三段目 - 序二段 - 序ノ口 幕内序列：横綱 - 大関 - 関脇 - 小結 - 前頭（「#数字」は各位内の序列） |                         |                         |                          |                             |                           |                             |

### 幕内対戦成績
| 力士名   | 勝数 | 負数 | 力士名 | 勝数 | 負数 | 力士名   | 勝数 | 負数 | 力士名   | 勝数 | 負数 |
| -------- | ---- | ---- | ------ | ---- | ---- | -------- | ---- | ---- | -------- | ---- | ---- |
| 碧山     | 1    | 1    | 朝乃山 | 0    | 1    | 安美錦   | 1    | 0    | 荒鷲     | 2    | 0    |
| 石浦     | 0    | 2    | 逸ノ城 | 0    | 1    | 遠藤     | 0    | 1    | 阿武咲   | 1    | 0    |
| 隠岐の海 | 1    | 0    | 琴恵光 | 1    | 0    | 琴勇輝   | 0    | 1    | 佐田の海 | 1    | 1    |
| 志摩ノ海 | 0    | 1    | 松鳳山 | 1    | 0    | 大栄翔   | 1    | 1    | 大翔丸   | 0    | 1    |
| 貴ノ岩   | 0    | 1    | 豪風   | 1    | 0    | 千代翔馬 | 0    | 1    | 千代大龍 | 1    | 0    |
| 千代の国 | 0    | 1    | 千代丸 | 1    | 2(1) | 栃煌山   | 0    | 1    | 錦木     | 2    | 1    |
| 豊昇龍   | 1    | 0    | 妙義龍 | 0    | 2    | 明生     | 0    | 1(1) | 豊山     | 0    | 1    |
| 嘉風     | 2    | 0    | 竜電   | 0    | 1(1) |          |      |      |          |      |      |

太字は2025年5月場所現在、現役力士。

## 改名歴
- 大串 拓也（おおぐし たくや）2008年1月場所
- 旭大星 託也（きょくたいせい たくや）2008年3月場所 - 2025年1月場所